# Daisuke Hoshi
Daisuke Hoshi (星 大輔 Hoshi Daisuke?, nacido el 10 de diciembre de 1980 en Tokio) es un exfutbolista japonés. Jugaba de centrocampista y su último club fue el FC Machida Zelvia de Japón.

## Trayectoria

### Clubes
| Club                | País  | Año         |
| ------------------- | ----- | ----------- |
| Yokohama F. Marinos | Japón | 1999        |
| FC Tokyo            | Japón | 2000 - 2002 |
| Omiya Ardija        | Japón | 2000 - 2001 |
| Montedio Yamagata   | Japón | 2003 - 2004 |
| Kyoto Sanga FC      | Japón | 2005 - 2007 |
| Tochigi SC          | Japón | 2008 - 2009 |
| FC Machida Zelvia   | Japón | 2010 - 2011 |

## Palmarés

### Títulos nacionales
| Título    | Club               | País  | Año  |
| --------- | ------------------ | ----- | ---- |
| J2 League | Kyoto Purple Sanga | Japón | 2005 |